# Indel
Das Wort Indel (Plural: Indels) ist ein Kofferwort aus Insertion und Deletion bei Mutationen im Genom.
Die Bezeichnung Indel dient dazu, Mutationen durch Insertion oder Deletion zusammenzufassen, wo diese durch ihre ähnlichen Effekte nicht unterscheidbar oder in ihrem Ergebnis gleich sind. Insbesondere werden resultierende Polymorphismen, die auf einer kombinierten Deletions/Insertions-Mutation beruhen, als Indels bezeichnet; so zum Beispiel bei der genetischen Untersuchung von Hunde- und Wolfspopulationen oder pflanzlichen Chloroplasten. Nach einer aktuellen Definition des 1000-Genome-Projekts werden kleinere Insertionen und Deletionen einer Länge von nicht mehr als 50 Nukleotidbausteinen als Indels bezeichnet, größere Insertionen und Deletionen hingegen als strukturelle Varianten (auch Kopienzahlvarianten, englisch CNVs). Indels in konservierten proteincodierenden DNA-Sequenzen (Conserved signature indel) können zur Erstellung eines phylogenetischen Baums verwendet werden.